# Eld
Eld este cel de-al treilea album de studio al formației Enslaved. Este singurul album de studio cu Harald Helgeson. Cel care apare pe copertă e Grutle.
În 2012 a fost relansat de casa de discuri Osmose Productions pe disc vinil maro (limitat la 85 copii) și disc vinil negru (limitat la 370 copii). Acest album este privit ca fiind unul de tranziție, aici făcându-și apariția pentru prima dată elementele progressive metal care vor defini stilul muzical al formației.
Revista Terrorizer a clasat Eld pe locul 10 în clasamentul "Cele mai bune 40 de albume black metal".

## Lista pieselor
1. "793 (slaget om Lindisfarne)" (793 (bătălia de la Lindisfarne)) - 16:10
2. "Hordalendingen" (Bărbatul din Hordaland) - 05:19
3. "Alfablot" (Sacrificiu adus elfilor) - 06:33
4. "Kvasirs blod" (Sângele lui Kvasir) - 07:51
5. "For lenge siden" (Cu mult timp înainte) - 08:08
6. "Glemt" (Uitat) - 08:04
7. "Eld" (Foc) - 06:36

## Personal
- Grutle Kjellson - vocal, chitară bas
- Ivar Bjørnson - chitară, sintetizator
- Harald Helgeson - baterie